# Бетове (Брянська область)
Бетове (рос. Бетово) — присілок в Брянському районі Брянської області Російської Федерації.
Населення становить 556 осіб. Входить до складу муніципального утворення Чернетовське сільське поселення.

## Історія
Від 2005 року входить до складу муніципального утворення Чернетовське сільське поселення.

## Населення
| 2010 | 2013 |
| ---- | ---- |
| 573  | ↘556 |